# Ilias Iliadis
Ilias Iliadis (Ahmeta, 10 de novembro de 1986) é um judoca georgiano, naturalizado grego. 
Conquistou uma medalha de ouro nas Olimpíadas de 2004 na categoria até 81 kg e uma medalha de bronze nas Olimpíadas de 2012, em Londres, na categoria até 90 kg.